# Fordville
Fordville é uma cidade localizada no estado norte-americano de Dacota do Norte, no Condado de Walsh.

## Demografia
Segundo o censo norte-americano de 2000, a sua população era de 266 habitantes.
Em 2006, foi estimada uma população de 241, um decréscimo de 25 (-9.4%).

## Geografia
De acordo com o United States Census Bureau tem uma área de
2,6 km², dos quais 2,6 km² cobertos por terra e 0,0 km² cobertos por água. Fordville localiza-se a aproximadamente 349 m acima do nível do mar.

## Localidades na vizinhança
O diagrama seguinte representa as localidades num raio de 20 km ao redor de Fordville.